# Kamenjak (Ist)
Kamenjak je nenaseljeni otočić u hrvatskom dijelu Jadranskog mora.
Njegova površina iznosi 0,012 km². Dužina obalne crte iznosi 0,49 km.